# Miniatürk
Koordinaten: 41° 3′ 36″ N, 28° 56′ 55″ O
Miniatürk ist ein Freizeitpark in der türkischen Stadt Istanbul auf der europäischen Seite im Stadtteil Beyoğlu. Mit einer Fläche von sechs Hektar gehört der 2003 eröffnete Miniaturpark zu den größten der Welt.
Er liegt am Ende des Goldenen Hornes und gehört zu den touristischen Sehenswürdigkeiten der Stadt. Auf dem Gelände können auf einem Pfad 136 Miniaturmodelle im Maßstab 1:25 aus verschiedenen Zeitepochen des Anatolischen Raumes bestaunt werden. Zum Park gehören ebenfalls ein Restaurantbetrieb und ein Hauptgebäude, in dem verschiedene Merchandiseartikel zum Kauf angeboten werden. Die ausgestellten Miniaturbauten sind mit mehrsprachigen Informationssäulen beschildert.
Miniatürk wurde am 2. Mai 2003 als Open-Air-Museum gegründet. Der Haupteingang des Parks ist etwas höher angelegt als die Miniaturmodelle, von dort aus kann man den ganzen Freizeitpark betrachten. Zu den berühmtesten Miniaturmodellen zählen viele Sehenswürdigkeiten und wichtige Bauwerke in der heutigen Türkei wie das Anıtkabir, das Atatürk-Olympiastadion, der Topkapı-Palast und die Hagia Sophia oder Modelle untergegangener Bauwerke wie das Mausoleum von Halikarnassos oder der Tempel der Artemis in Ephesos und noch viele andere Modelle. Ebenso sind Miniaturmodelle einiger Sehenswürdigkeiten außerhalb der Türkei vorhanden.

## Liste der Miniaturmodelle
Hier werden alle 136 Miniaturmodelle des Freizeitparks aufgelistet und die Orte, in dem sich die Bauwerke befinden.

### Ägypten
Kairo
- Alabastermoschee

### Bosnien-Herzegowina
Mostar
- Stari most

### Griechenland

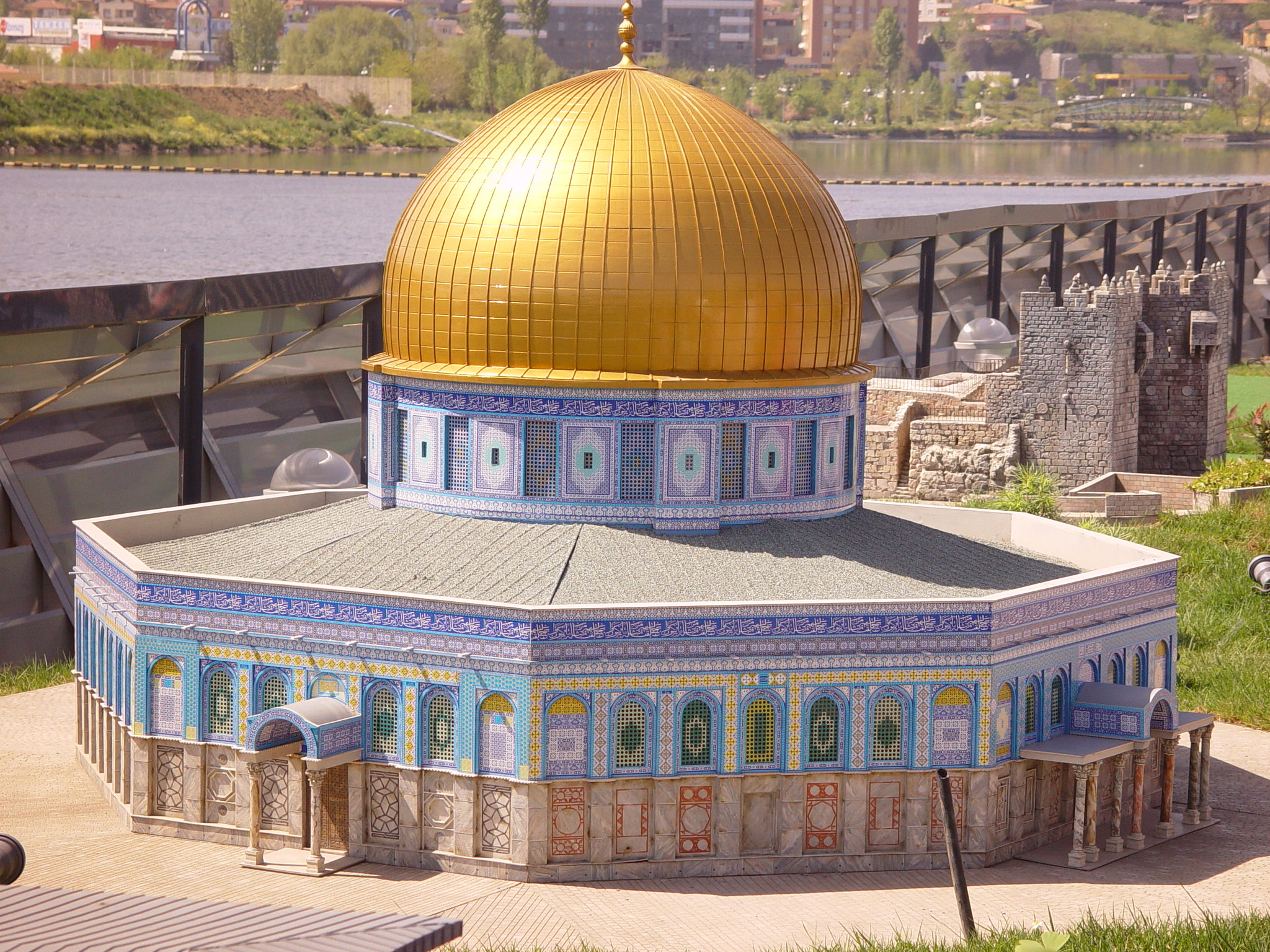
Der Felsendom als Miniaturmodell.

Thessaloniki
- Atatürk-Haus

### Israel
Jerusalem
- al-Aqsa-Moschee
- Damaskustor
- Felsendom

### Kosovo
Priština
- Meşhed-i Hüdavendigar (Türbe von Murad I.)

### Rumänien
Bukarest
- Türbe von Gazi Ali Paşa

### Saudi-Arabien
Mekka
- Burg Adschjad

### Syrien
Damaskus
- Bahnhof von Damaskus

### Türkei
Adana
- Taş Köprü

Adıyaman
- Monumentalgrabstätte auf dem Berg Nemrut

Ağrı
- İshak-Pascha-Palast

Aksaray
- Sultanhanı-Karawanserei

Amasya
- Häuser von Yalıboyu

Ankara
- Anıtkabir
- Augustus-Tempel
- Hacı-Bayram-Moschee
- Gebäude von T.C. Ziraat Bankası
- Parlamentsgebäude der großen Nationalversammlung der Türkei

Antalya
- Aspendos
- Yivli-Minare-Moschee

Bilecik
- Türbe von Ertuğrul Gazi

Bursa
- Große Moschee
- Grüne Türbe

Çanakkale
- Märtyrer-Mausoleum

Denizli
- Pamukkale

Diyarbakır
- Malabadi-Brücke
- Große Moschee

Edirne
- Selimiye-Moschee

Erzurum
- Medrese mit zwei Minaretten

Istanbul
- Ahmed III.-Brunnen
- Ahrida-Synagoge
- Anadolu Hisarı
- Atatürk-Olympiastadion
- Bahnhof Istanbul Haydarpaşa
- Beylerbeyi-Palast
- Brücke der Märtyrer des 15. Juli
- Chora-Kirche

- Yerebatan-Zisterne
- Cumhuriyet Anıtı
- Çırağan-Palast
- Darüşşafaka-Gymnasium
- Deutscher Brunnen
- Dolmabahçe-Palast
- Einkaufszentrum Profilo
- Eyüp-Sultan-Moschee
- Flughafen Istanbul-Atatürk
- Galatasaray-Gymnasium
- Galataturm
- Hagia Irene
- Hagia Sophia
- Hammām von Haseki Hürrem Sultan
- Hauptpostgebäude

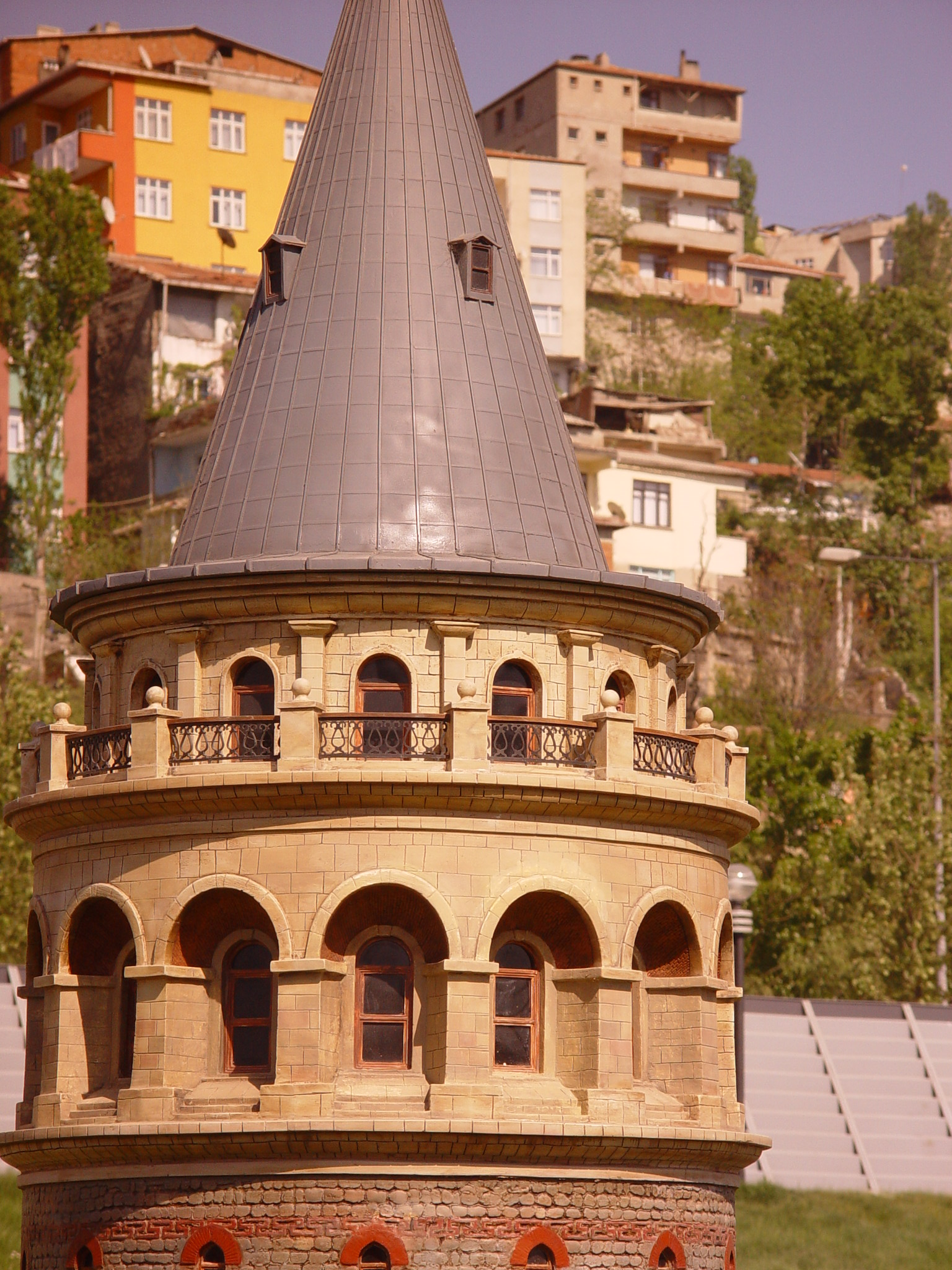
Der Galataturm als Miniaturmodell

- Hauptquartier von Kuzey Deniz Saha
- Hıdiv Kasrı
- Kirche der Mutter Maria
- Kuleli Askerî Lisesi
- Küçüksu Kasrı
- Leanderturm
- Obelisk von Istanbul
- Örme-Säule
- Rathaus von Istanbul
- Rumeli Hisarı
- Schlangensäule
- Soğuk Çeşme Sokağı
- Sommerresidenz von Sadullah Paşa
- St. Anton-Kirche
- Stauanlage von Kırkçeşme
- Sultan-Ahmed-Moschee
- Süleymaniye-Moschee
- Theodosianische Landmauer und Yedikule
- Topkapı-Palast
- Türbe von Mimar Sinan
- Uhrturm von Dolmabahçe
- Zeyrek-Moschee

Izmir
- Celsus-Bibliothek
- Isabey-Moschee
- Pergamon
- Uhrturm von Izmir
- Tempel der Artemis in Ephesos

Karabük
- Altstadt von Safranbolu

Karaman
- Hatuniye-Medrese

Kayseri
- Döner Kümbet

Kırşehir
- Türbe von Aşık Paşa

Kocaeli

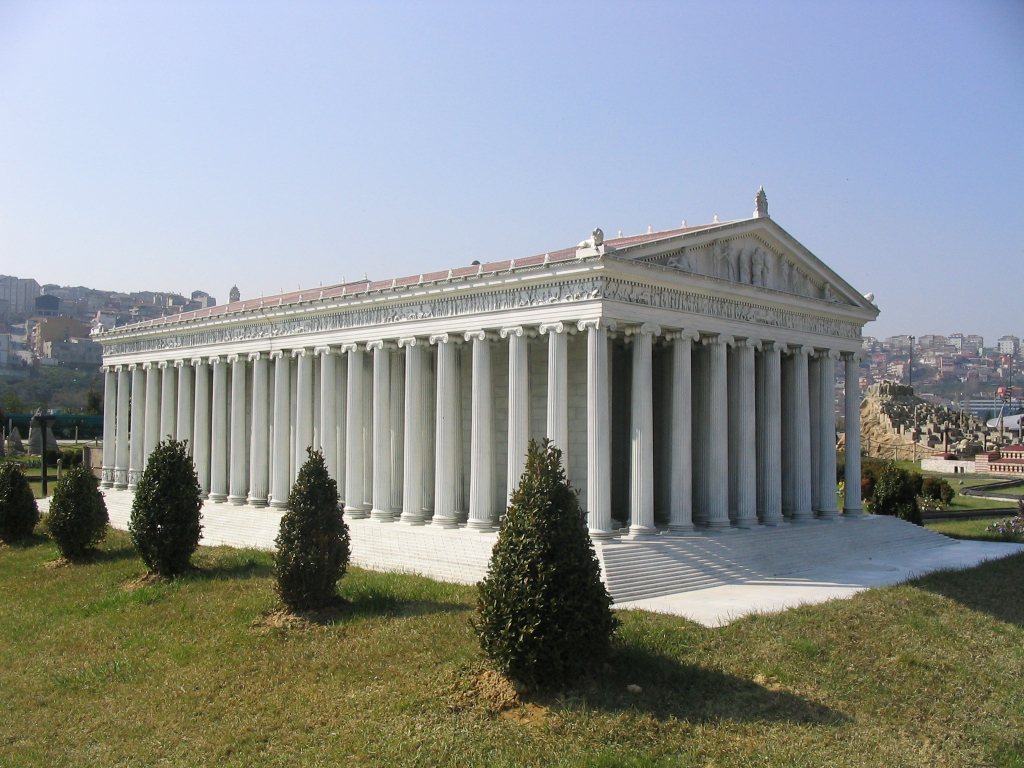
Der Tempel der Artemis in Ephesos als Miniaturmodell.

- Gebäude von Yapı ve Kredi Bankası A.Ş.

Konya
- Alaaddin-Moschee
- İnce-Minareli-Medrese
- Karatay Medresesi
- Mevlana-Türbe

Manisa
- Muradiye-Moschee

Mardin
- Altstadt von Mardin

Muğla
- Mausoleum von Halikarnassos

Niğde
- Alaaddin-Moschee

Nevşehir
- Göreme
- Hacı Bektaş-ı Veli Külliyesi

Sivas
- Divriği-Moschee
- Gök-Medrese

Şanlıurfa

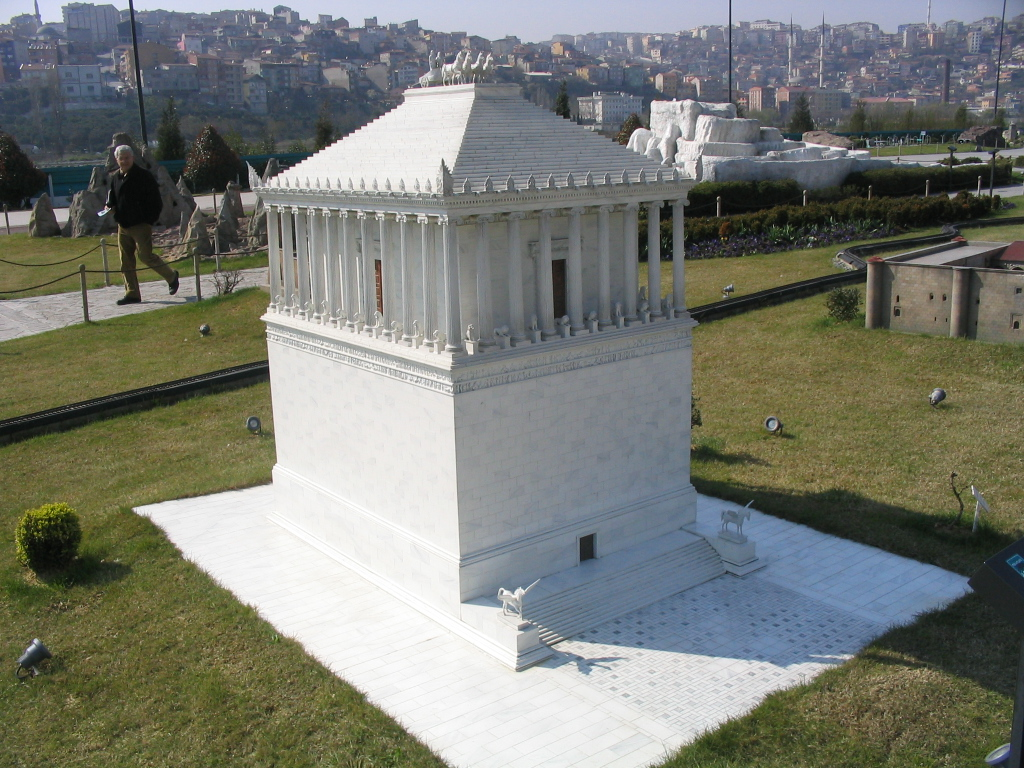
Das Mausoleum von Halikarnassos als Miniaturmodell.

- Halil-ür Rahman-Moschee und Balıklıgöl

Trabzon
- Kloster Sumela

nicht zuordenbar
- eine typische Autobahn der Türkei
- Kalender-Dampfschiff
- Kriegsschiff der Osmanen von 1657

### Ungarn
Budapest
- Gül-Baba-Türbe

## Galerie

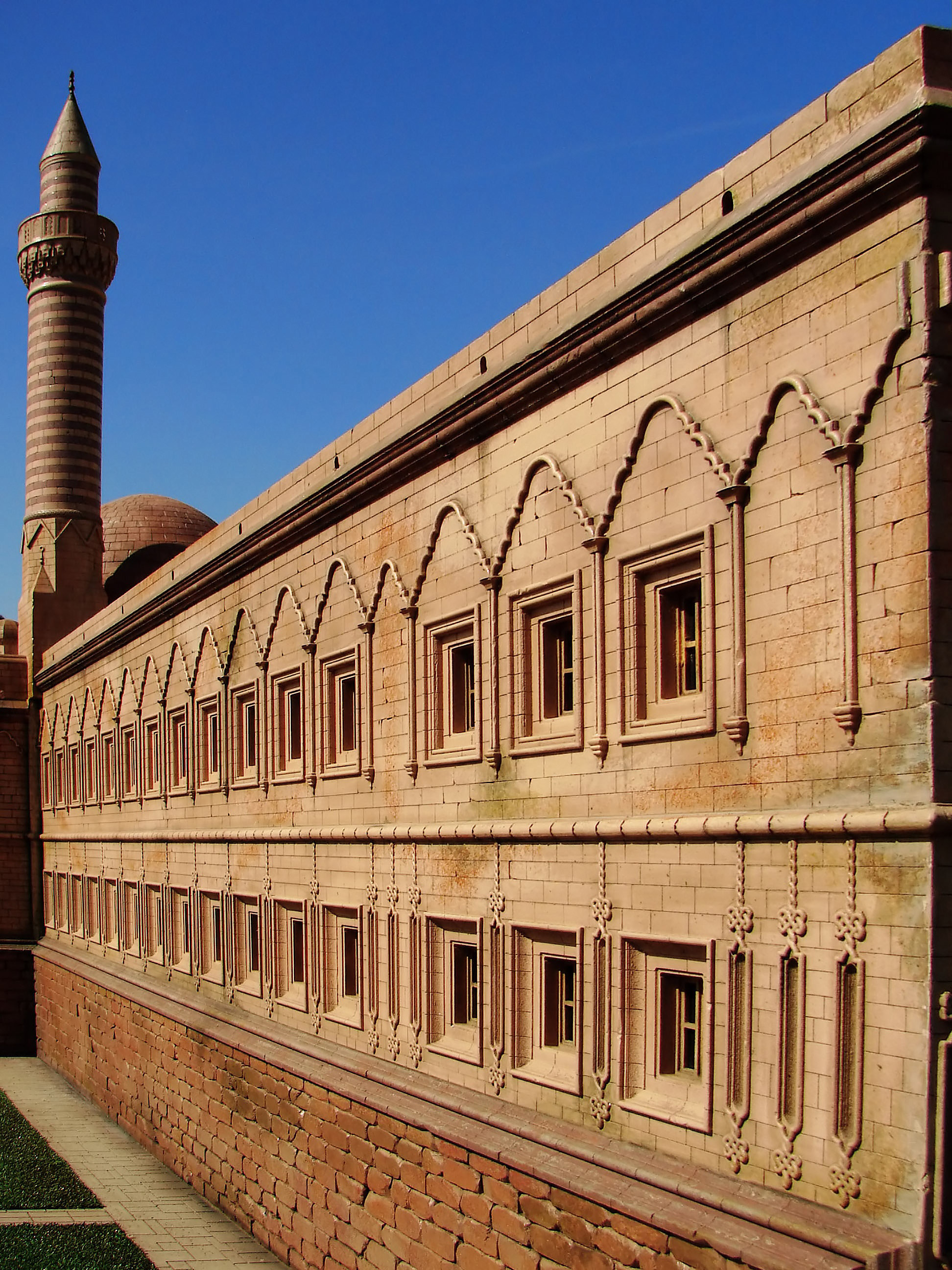
Medrese
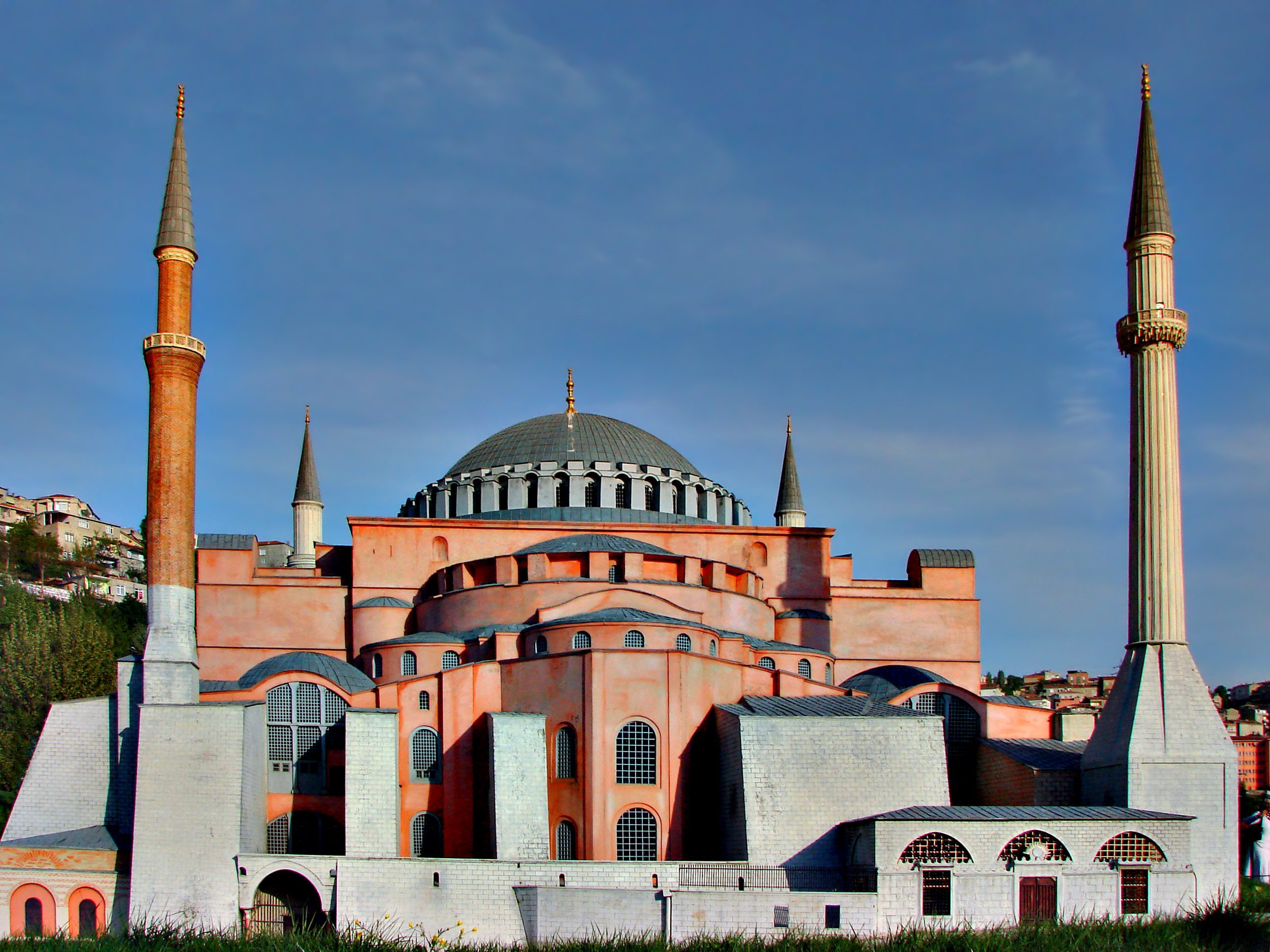
Hagia Sofia
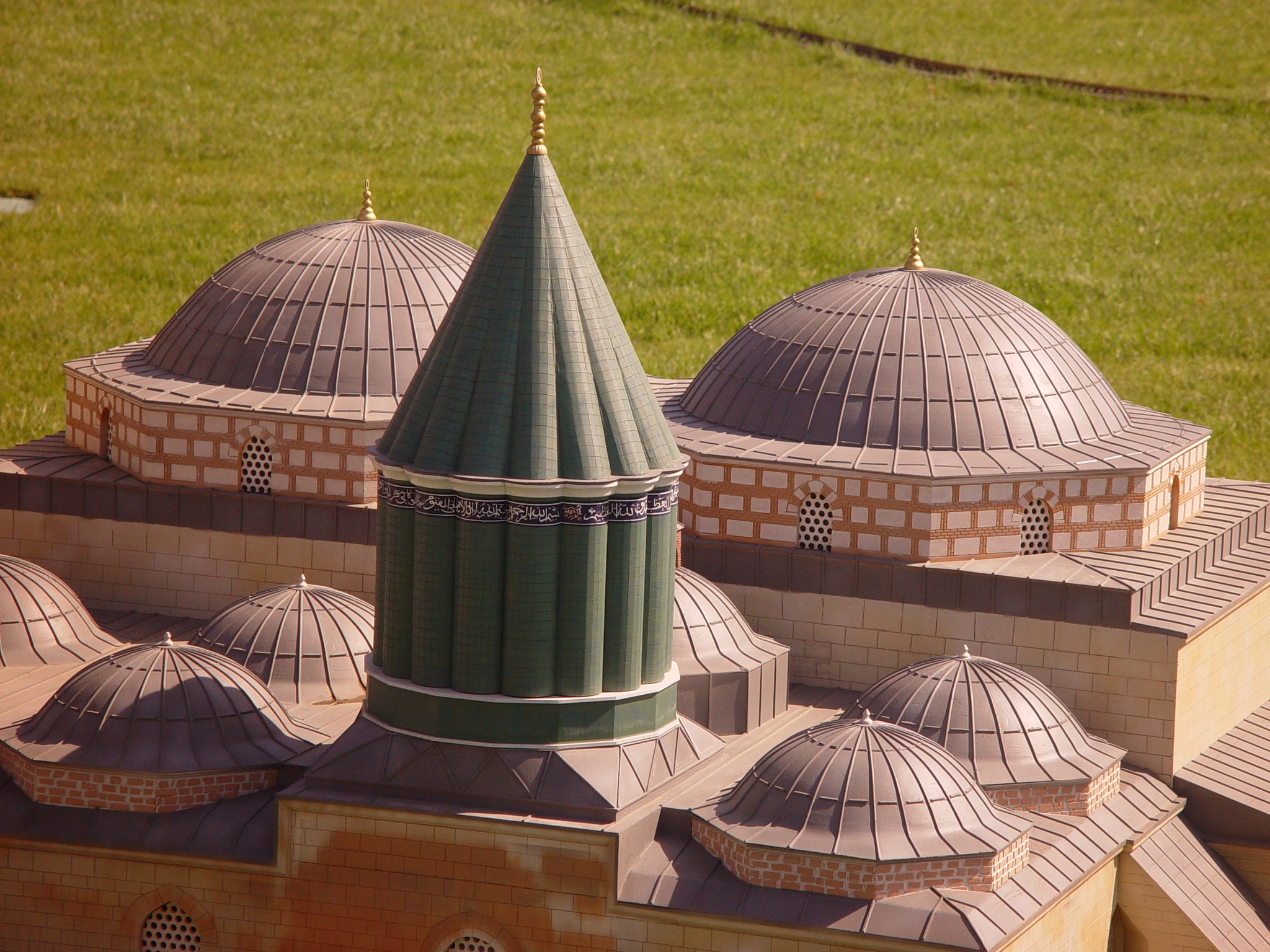
Mevlana-Museum in Konya
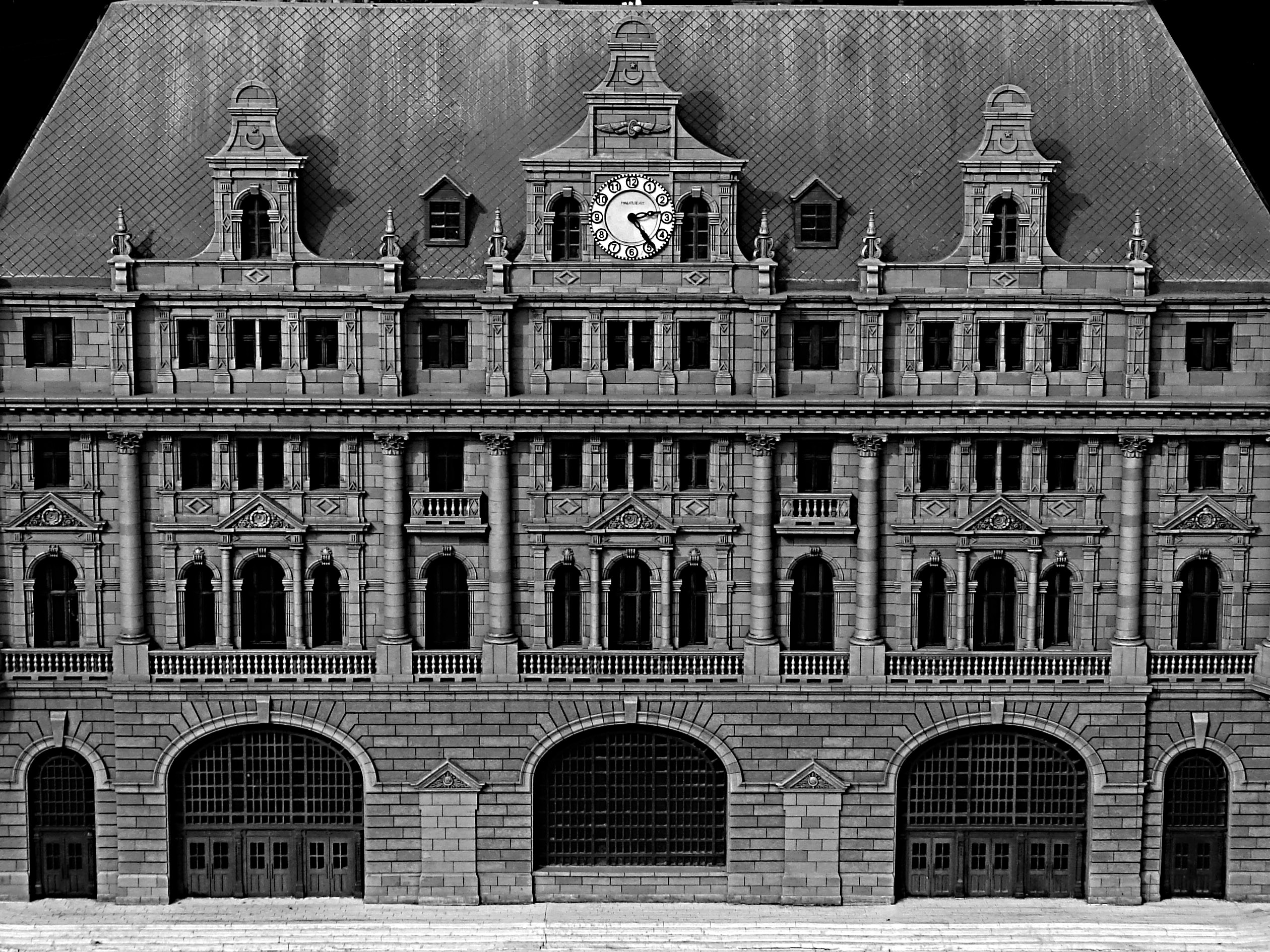
Bahnhof Istanbul Haydarpaşa
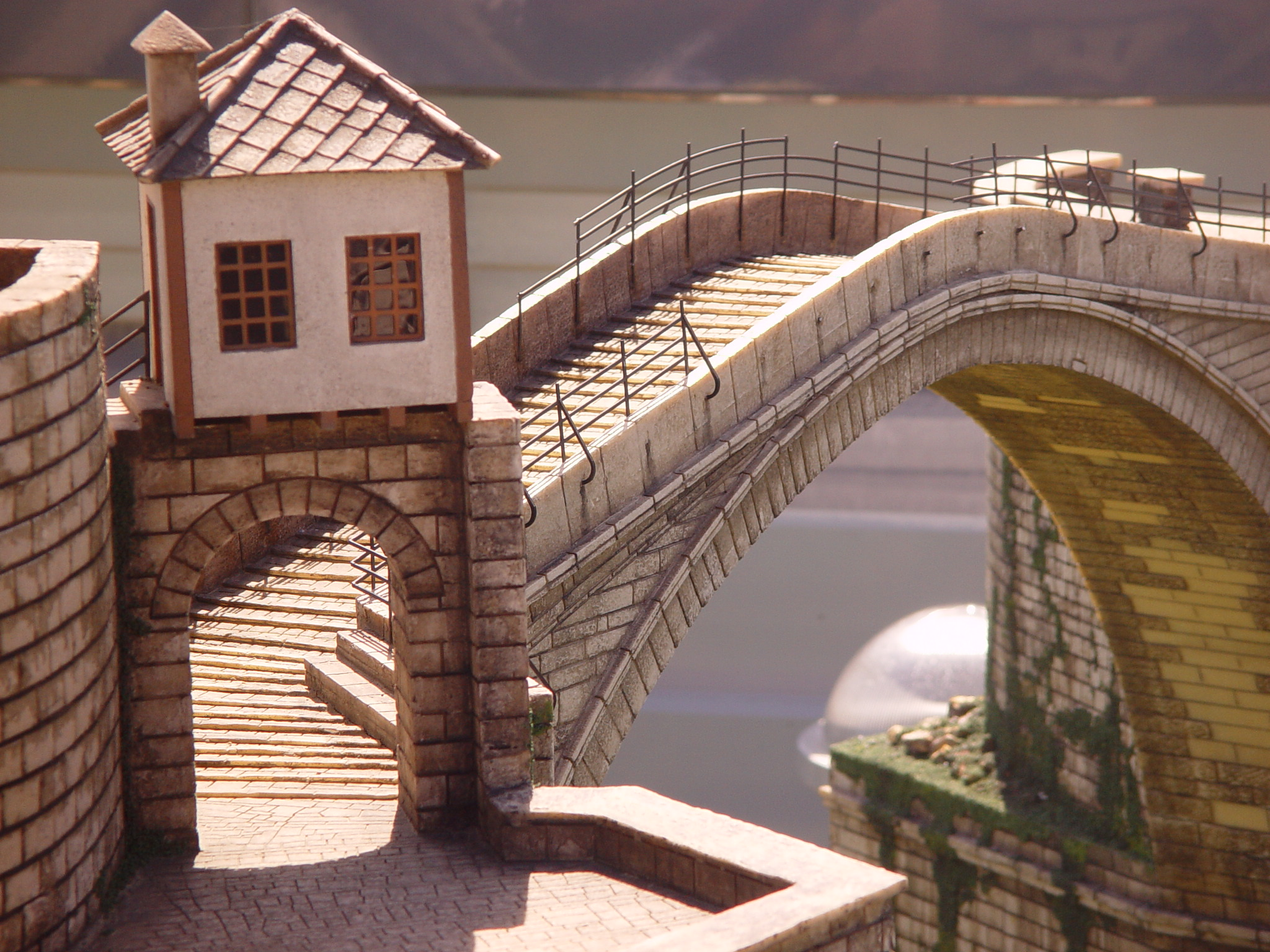
Mostar
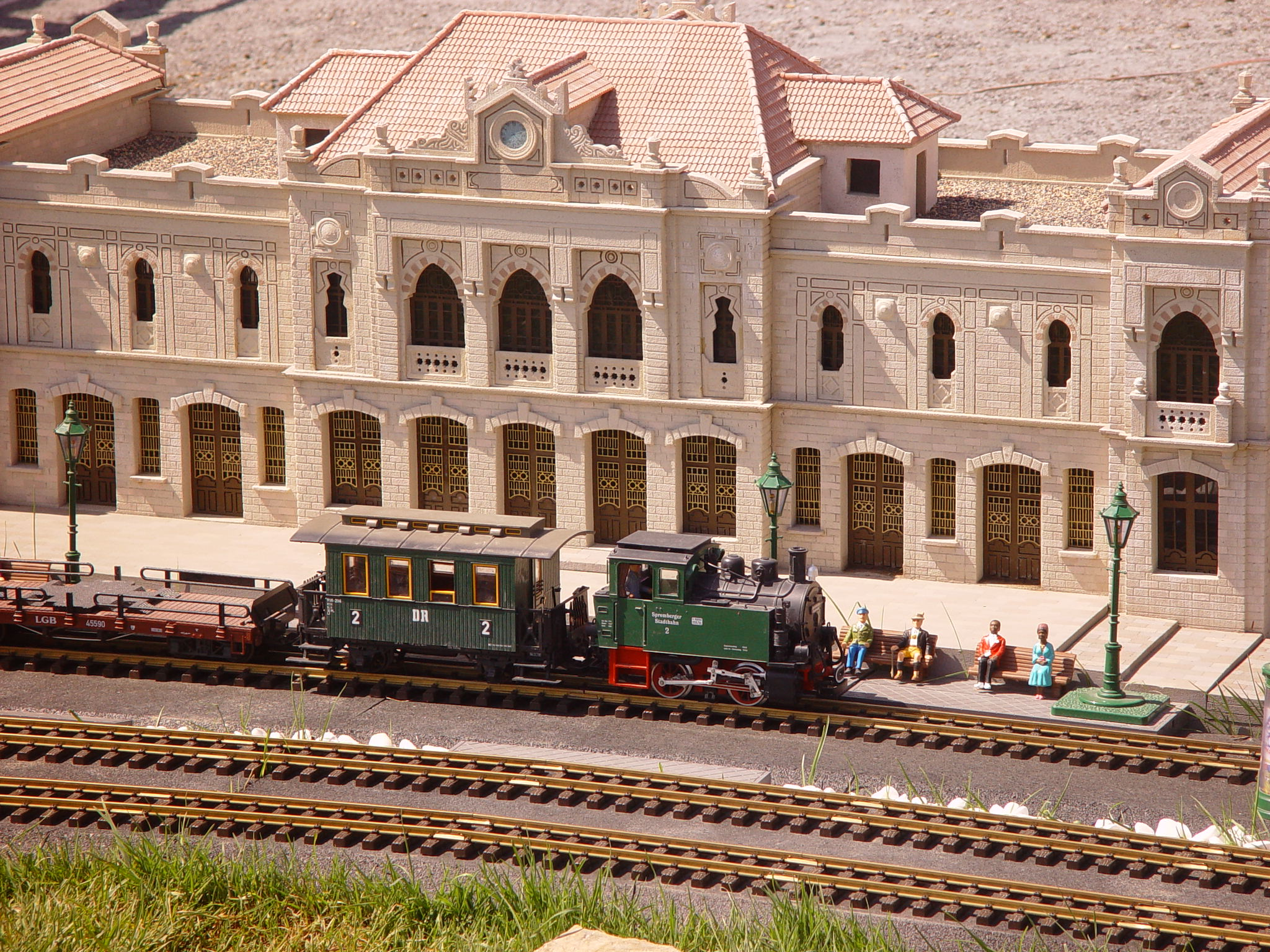
Bahnhof von Damaskus
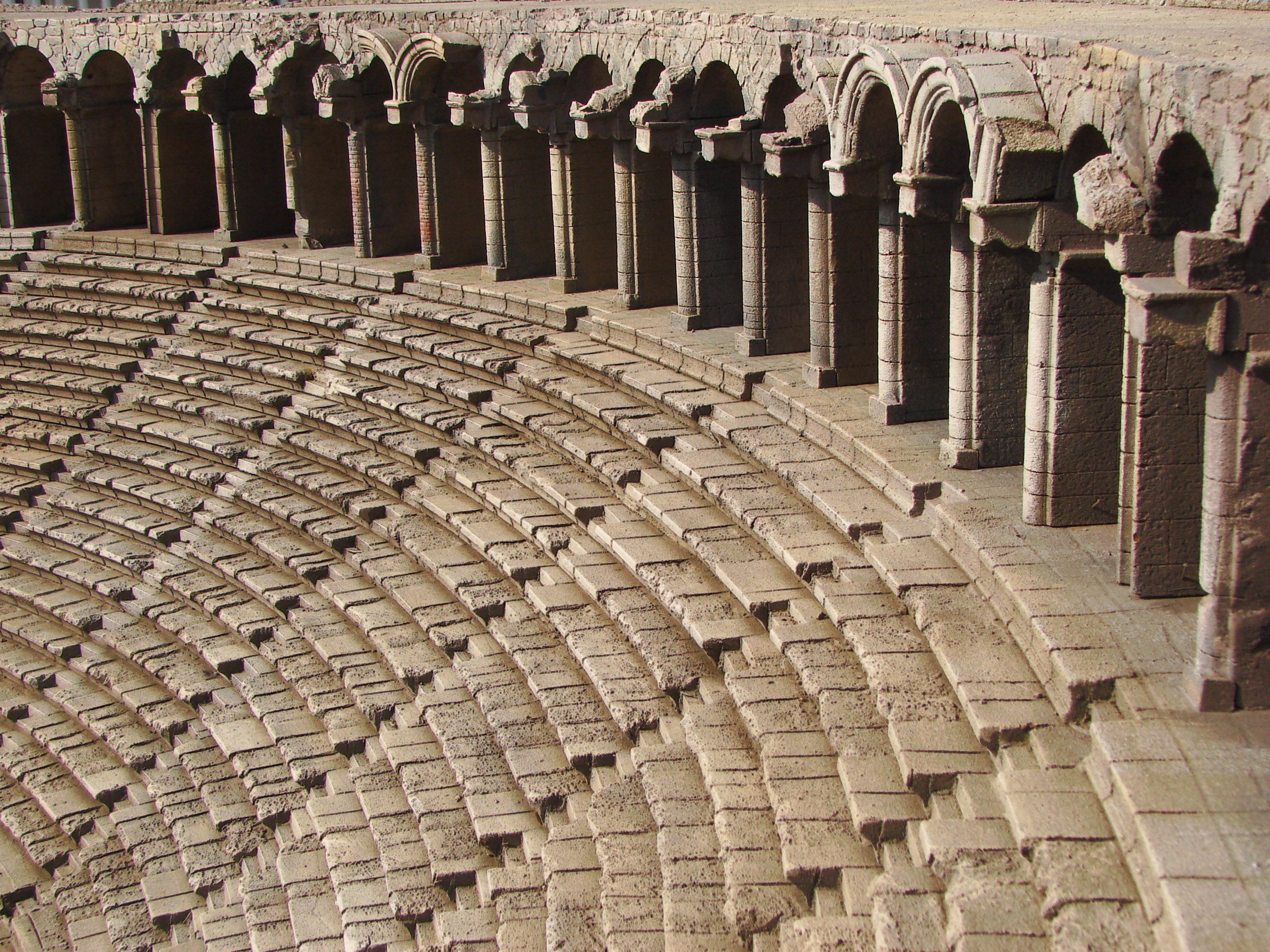
Theater von Aspendos